# Olavi Kaarela
Olavi Kaarela (* 20. Jahrhundert) ist ein ehemaliger finnischer Radrennfahrer.

## Sportliche Laufbahn
Kaarela war im Straßenradsport aktiv. 1983 und 1984 war er im Grani Grand Prix (Pinna-ajot) erfolgreich. Er gewann die Rennen Länsi-Uudenmaan 1985, 1986 und 1988 und Hämeen Pyörärinki 1995. Das Etappenrennen Terva-ajot gewann er 1986. 1991 wurde er Dritter der nationalen Meisterschaft im Straßenrennen, 1992 im Einzelzeitfahren.
Die Internationale Friedensfahrt bestritt er 1983 und kam auf den 75. Platz.